# Louis Martel

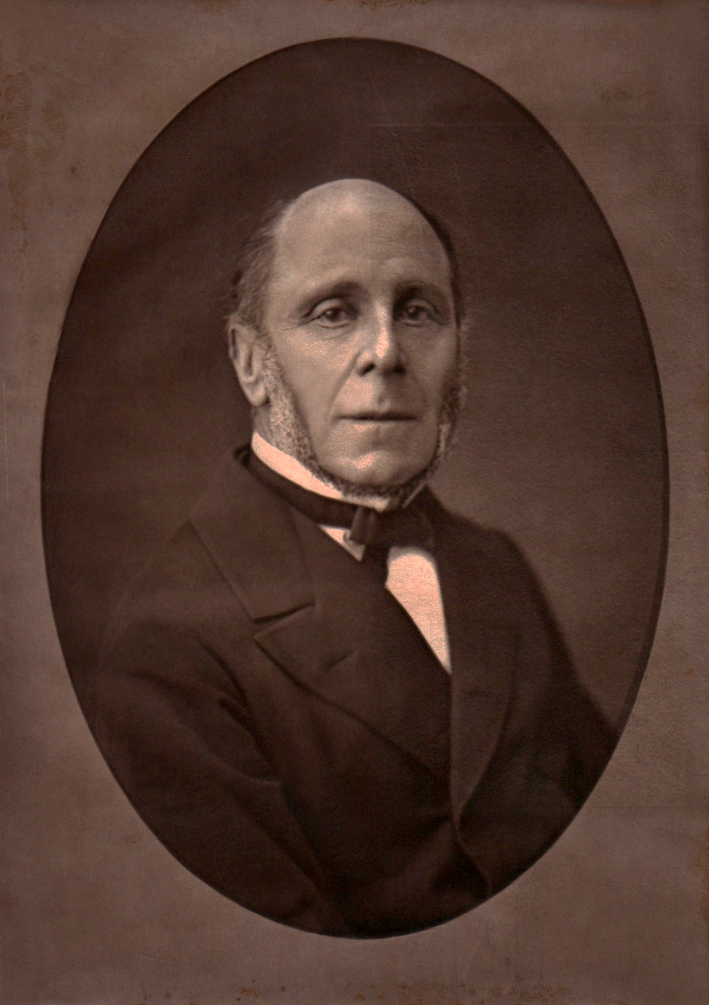
Louis Martel.

Louis Joseph Martel, född den 13 september 1813 i Saint-Omer, Pas-de-Calais, död den 4 mars 1892 i Évreux, Eure, var en fransk politiker.
Han var först sakförare och senare domare i sin hemstad, valdes 1849 till nationalförsamlingen och röstade där tillsammans med högern, men protesterade 1851 mot statskuppen och återupptog därefter sin verksamhet som sakförare. Åren 1863–1870 var han medlem av den lagstiftande församlingen och var med om att grunda det mittenparti, som krävde politisk frihet under kejsardömet. År 1871 valdes han till nationalförsamlingen och hörde ursprungligen till högra centern (blev ordförande i benådningskommissionen och medlem av författningsutskottet), men gick senare över till Thiers parti. Han var ständigt en av de vice talmännen och upprepade gånger republikanernas kandidat till talmansposten (mot Louis Buffet). År 1875 var han den andre valde av de 75 livstidssenatorerna. Perioden december 1876–maj 1877 var han justitieminister under Jules Simon (han tadlade skarpt de domare, som efter statskuppen 1851 hade tagit plats i de blandade kommissionerna) och 1879–1880 senatens talman.